# Niezłobnaja
Niezłobnaja (ros. Незлобная) – stanica w Rosji, w Kraju Stawropolskim, w rejonie gieorgijewskim. W 2010 liczyła 19 746 mieszkańców.